# Gnoma admirala
Gnoma admirala es una especie de escarabajo longicornio del género Gnoma, tribu Gnomini, subfamilia Lamiinae. Fue descrita científicamente por Dillon & Dillon en 1951.
La especie se mantiene activa durante los meses de enero, octubre y noviembre.

## Descripción
Mide 17-29,5 milímetros de longitud.

## Distribución
Se distribuye por Papúa Nueva Guinea.